# 제주 송악산 해안 일제 동굴진지
제주 송악산 해안 일제 동굴진지는 대한민국 제주특별자치도 서귀포시 대정읍 상모리에 있는 일제강점기의 전쟁관련시설이다. 2006년 12월 4일 대한민국의 국가등록문화재 제313호로 지정되었다.

## 개요
1945년 무렵 건립된 이 시설물은 일제강점기 말 패전에 직면한 일본군이 해상으로 들어오는 연합군 함대를 향해 소형 선박을 이용한 자살 폭파 공격을 하기 위해 구축한 군사 시설이다. 그 형태는 ‘一’자형, ‘H’자형, ‘ㄷ’자형 등으로 되어 있으며, 제주도의 남동쪽에 있는 송악산 해안 절벽을 따라 17기가 만들어졌다. 제주도 주민을 강제 동원하여 해안 절벽을 뚫어 만든 이 시설물은 일제 침략의 현장을 생생하게 증언함과 더불어 전쟁의 참혹함과 죽음이 강요되는 전쟁을 사실적으로 보여주고 있다.

## 참고 자료
- 제주 송악산 해안 일제 동굴진지 - 국가유산청 국가유산포털